# Prise de mousse
 (juin 2020).
Si vous disposez d'ouvrages ou d'articles de référence ou si vous connaissez des sites web de qualité traitant du thème abordé ici, merci de compléter l'article en donnant les références utiles à sa vérifiabilité et en les liant à la section « Notes et références ».

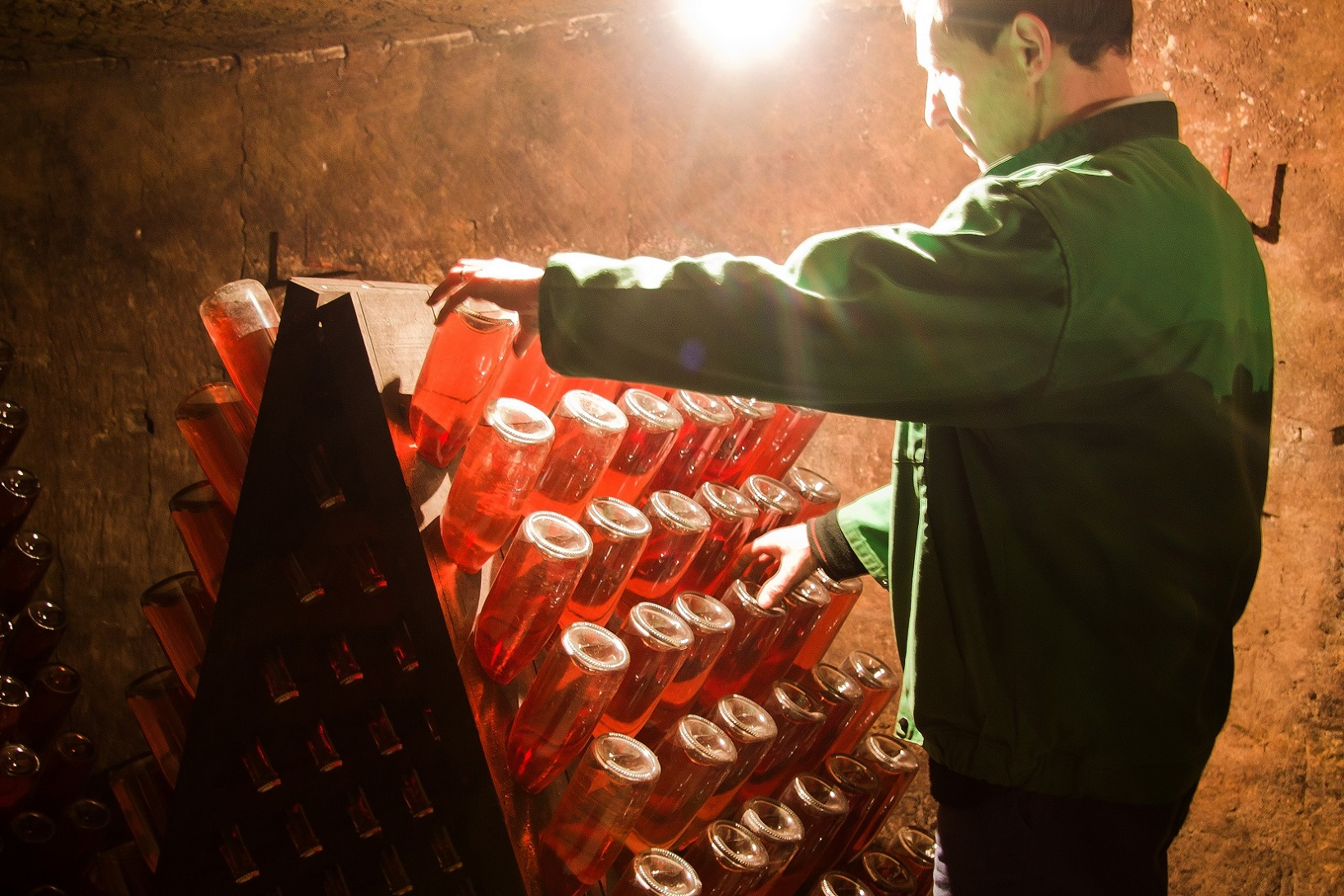
Remuage des bouteilles selon la méthode traditionnelle.

La prise de mousse est la phase qui permet à un vin tranquille de devenir effervescent. Il existe plusieurs méthodes pour la prise de mousse.

## Méthode ancestrale ou méthode par fermentation spontanée
C'est la méthode la plus ancienne, appelée méthode rurale, artisanale ou ancestrale, dite aussi Limouxine en fonction de la région. Vieille de plus de cent ans avant la méthode traditionnelle de Pierre Perignon, elle est découverte et maitrisée par les moines de l'abbaye de Saint-Hilaire en 1544 [] (à côté de Limoux) elle consiste à effectuer la mise en bouteille du vin précocement, alors que la fermentation alcoolique du moût n'est pas achevée. Des sucres naturels du raisin et des levures se trouvent ainsi enfermés dans la bouteille, où la fermentation alcoolique va pouvoir s'achever. C'est le CO2 produit pendant cette fin de fermentation naturelle qui va procurer l'effervescence au vin. Du début à la fin de la deuxième fermentation les bouteilles restent fermées, en aucun moment elles ne sont ouvertes pour intervenir dans le processus. Grâce à sa simplicité, cette méthode ne nécessite aucun tirage, élevage sur lattes, dégorgement ou rebouchage de bouteilles. Certains effervescents gaillacois et certaines blanquettes de Limoux ainsi que le Cerdon sont vinifiés de manière ancestrale.

## Méthode traditionnelle ou champenoise

### Histoire
Christopher Merett est parfois associé au mythe de la découverte de la méthode champenoise au travers d'une légende de 1662, alors que l'invention du Champagne (AOC) est traditionnellement attribuée à Pierre Pérignon, dit Dom Pérignon, qui en 1688 invente les bouteilles plus résistantes et les bouchons en liège pour contrôler l’effervescence afin de la libérer et pour retourner à un vin tranquille[réf. nécessaire].

### Procédé
On utilise un vin tranquille (souvent un assemblage de plusieurs vins) auquel on ajoute la liqueur de tirage — ne pas confondre avec la liqueur d'expédition — constituée de levures, d'adjuvants de remuage (pour faciliter la récupération et l'éjection du dépôt au dégorgement) et de sucre (de 15 à 24 g/l) selon la pression désirée finalement, puis on rebouche la bouteille hermétiquement avec une capsule provisoire (un peu comme les capsules pour la bière). On dépose alors les bouteilles horizontalement sur des clayettes afin que les levures transforment le sucre en alcool et surtout en gaz carbonique. Cette phase se nomme mise sur lattes. Il se produit un dépôt constitué en majorité des cadavres de levures, du fait de cette fermentation en bouteille, et des adjuvants ajoutés au tirage. Pour livrer les bouteilles aux consommateurs il convient d'éliminer ce dépôt par remuage, en basculant les bouteilles de la position horizontale vers la position verticale, par rotation et inclinaison. On décapsule enfin la bouteille pour expulser le dépôt (préalablement congelé ou non) sous l'effet de la pression. Pour combler le manque de vin resté après que le dépôt a été retiré on ajoute la liqueur d'expédition, constituée de vin, de sucre et parfois de fine (eau de vie).

### Dénomination
Depuis 1994, la méthode dite « champenoise » est protégée par le droit européen et exclusivement réservée à la région d'AOC Champagne. Pour les vins effervescents conçus selon cette méthode, c'est l'indication « méthode traditionnelle » qui doit être mentionnée en Europe.

## Méthode par transfert
Comme avec les méthodes traditionnelle ou champenoise la prise de mousse se fait en bouteille, mais il n'y a pas de dégorgement. Le vin déjà mousseux est retiré de sa bouteille (les bouteilles sont rincées pour être réutilisées) et filtré de son dépôt dans une cuve sous pression, où il reçoit une liqueur de dosage. Toujours sous pression (grâce à une tireuse isobarométrique) le vin est immédiatement remis en bouteille avec son dioxyde de carbone naturel.

## Méthode dioise
C'est la méthode de la clairette de Die, du Diois et de la Vallée de la Drôme. Elle est comme la méthode ancestrale (sucres et levures naturels du raisin s'occupent de la fermentation) sauf qu'après la prise de mousse (en bouteille et en cave) on vidange les bouteilles à froid pour effectuer une filtration des levures, comme avec la méthode par transfert, mais sans ajout de liqueur de dosage. Entretemps les bouteilles ont été rincées et sont prêtes à recevoir à nouveau leur contenu, qui a été filtré entre deux cuves isobarométriques qui maintiennent le vin à la pression initiale.

## Méthode de la cuve close
La prise de mousse ne se réalise pas en bouteille mais dans une cuve sous pression. Pour compenser la perte de dioxyde de carbone pendant la mise en bouteille un dioxyde de carbone alimentaire est autorisé. Federico Martinotti inventa cette méthode avec la cuve close en Italie en 1895. Eugène Charmat obtient aussi un brevet sur cette méthode en 1907 à l'université du vin de Montpellier. Elle est utilisée pour fabriquer les Sekt (de) allemands, le "Prosecco spumante" italien, le Lambrusco italien, les vins sardes, le Café de Paris français, des cidres…

## Méthode continue ou méthode russe
24 heures sur 24 le vin circule à l'intérieur d'une série de cuves contenant des copeaux de chêne ou autres matériaux où les levures se fixent et fermentent le sucre du vin. En fin de processus, avec la dernière cuve, le vin est mousseux et immédiatement mis en bouteille par le biais d'une tireuse isobarométrique.

## Méthode de gazéification
Le dioxyde de carbone ne provient pas d'une fermentation. Un appareil appelé saturateur introduit dans le vin, sous pression, du dioxyde de carbone de qualité alimentaire. Une tireuse isobarométrique s'occupe ensuite de le mettre en bouteille.